# Gajusz Juliusz Kallistus
Gaius Julius Callistus – wpływowy wyzwoleniec w czasach cesarzy Kaliguli i Klaudiusza.
Gajusz Juliusz Kallistus był greckiego pochodzenia wyzwoleńcem cesarza Kaliguli. W czasie jego rządów zdobył duże wpływy i bogactwo. Doradzał Kaliguli w sprawach polityki cesarstwa oraz w pojawiających się problemach takich jak liczne spiski przeciwko cesarzowi. Używał swych wpływów by pomóc swoim przyjaciołom, między innymi Domicjuszowi Aferowi, którego sprawa o zdradę została zamknięta na polecenie Kallistusa.  
Za czasów Klaudiusza, następcy Kaliguli, objął stanowisko opiniodawcy petycji (praeceptor a libelli) i podobnie jak za Kaliguli doradzał cesarzowi w polityce. Wykorzystywał też swój urząd do wzbogacania się dzięki łapówkom. Przekonał Klaudiusza do zatrudnienia swego przyjaciela Skryboniusza Largusa jako osobistego lekarza. Po śmierci cesarzowej Messaliny doradzał Klaudiuszowi poślubienie Lolli Pauliny, byłej żony Kaliguli. 
Prawdopodobnie przymusił swą córkę Nimfidię do zostania kochanką Kaliguli. Wnuk Kallistusa, Nimfidiusz Sabinus, utrzymywał później, że jest synem Kaliguli i próbował bez powodzenia zdobyć władzę po śmierci Nerona.